# Du haut en bas
Du haut en bas – auf Deutsch: „Von oben nach unten“ – ist eine französische Alltagskomödie von G. W. Pabst aus dem Jahre 1933 nach einem Stück von Ladislaus Bus-Fekete, mit Jean Gabin und Michel Simon zu Beginn ihrer Karrieren.

## Handlung
Die Geschichte spielt in einem Mietshaus und erzählt in teils komödiantischer, teils melodramatischer Weise von den Alltagssorgen und -nöten mehrerer Frauen in einer männerdominierten Welt. Im Zentrum des Geschehens steht unter anderem der erfolgreiche Fußballspieler Charles Boulla, der soeben von einem gewonnenen Match, das die Hausbewohner gebannt am Radiogerät verfolgt hatten, in das Mietshaus zurückkehrt. Die junge Mitbewohnerin Paula schwärmt ihn an, doch Boula hat andere Dinge im Kopf und ganz bestimmt keine Frauengeschichten. Eine zweite wichtige Figur ist der verarmte und ziemlich heruntergekommene Anwalt Maximilian Podeletz, dem die dicke Köchin Frau Poldi zugetan ist und die ihm hin und wieder etwas zu essen zukommen lässt. Aus dem Haus zu gehen, traut sich der verlotterte Advokat nicht mehr, befürchtet er doch, dass ihn seine Vermieterin, Madame Binder, dann nicht mehr hineinlässt, weil er noch zwei Monatsmieten schuldig ist. Milly, das Dienstmädchen bei den Hausbesitzern Monsieur und Madame Binder, holt sich während deren Abwesenheit in der Oper heimlich ihren Freund in die luxuriöse Wohnung der Binders und füttert ihn durch. Madame Kreuzbein wiederum, die Schneiderin in der Mietergemeinschaft, hängt während ihrer Arbeit an der Nähmaschine Tag und Nacht am Radiogerät, mal um sich ein Fußballspiel, dann wieder eine Boxkampfübertragung aus New York anzuhören. Mittlerweile muss Monsieur Podeletz schon seine Klamotten veräußern, um an etwas essbares zu kommen, denn Kredit har er schon längst nicht mehr. 
Eines Tages taucht die junge Marie de Ferstel auf, die Monsieur Berger, ein weiterer Mietshausbewohner, durch ihre jüngst verstorbene Mutter und ihren Vater, einen ihn einst behandelnden Arzt, kennt. Die hübsche Blondine erregt sofort die Aufmerksamkeit Boulas, der gerade im Hof seine Schuhe putzt. Da Milly die Nacht zuvor ihren Typen im Bett der Binders versteckt hatte, wurde sie sofort gefeuert. Nun ist eine Stelle bei den Binders frei. Nur gut, dass Marie dringend eine Arbeit sucht, die ihr Berger, der gerade mit Madame Binder telefoniert, sofort vermitteln kann. Die junge, über die Ferien fünf Monate unbezahlte (und somit arbeitslose) Geschichtslehrerin ist völlig entkräftet und hat auch kein Dach mehr über den Kopf. Um ihr weiterzuhelfen, stellt Monsieur Berger ihr ein gefälschtes Zeugnis für eine gewisse Marie Kruschina aus, Frl. Ferstels Name bei Dienstantritt als neue „Perle“ im Haushalt der Binders. Mit Millys Auszug erfolgt im fliegenden Wechsel der Einzug des neuen Zimmermädchens Marie „Kruschina“. Madame Binder erweist sich als Drachen, die schon eine ganze Reihe von Ehemännern „verbraucht“ hat. Derzeit ist Nr. 4 dran. Es ist Abend geworden. Boula hat sich zur Unterhaltung der Binders und einer Freundin von Madame zu ihnen gesetzt und ergötzt diese mit seinen Geschichten aus dem prallen Fußballerleben. Derweil geht ein zerlumpter Bettler durch das Mietshaus und bittet, an jede Tür klopfend, um ein Almosen. Die Schneiderin Madame Kreuzbein erbarmt sich seiner und näht ihm seine zerfledderten Hosenbeine wieder zusammen. Doch diese „Aufhübschung“ ist dem Bettler überhaupt nicht recht, sie versaut sogar sein „Geschäft“. So nimmt er sich kurzerhand die Schere der Schneiderin und schneidet tiefe Schnitte in seine bis dahin heile Jacke hinein, um auch weiterhin glaubhaft betteln gehen zu können. 
Kaum hat sich Marie im Haushalt der Binders eingelebt, versucht Monsieur auf sehr aufdringliche Weise mit ihr anzubandeln. Währenddessen versucht Paula auf ein Neues, die Aufmerksamkeit des Fußballspielers zu gewinnen, doch der wendet sich sofort von ihr ab und Marie zu, als selbige vorbeikommt, um den Hund der Binders Gassi zu führen, wie es ihr dreimal pro Tag aufgetragen wird. Doch Boula, ein ebenso ungebildeter wie ungehobelter Klotz, hat schlechte Manieren und bedrängt Marie derart, dass sie ihn anschreit, er möge sie loslassen. Die dicke Köchin bandelt mit dem von ihr versorgten Monsieur Podeletz an, dem die Hausbesitzerin Madame Binder nun endgültig den Rauswurf aus der Wohnung ankündigt. Trotz seiner Ruppigkeit fühlt sich Marie zu Charles Bola hingezogen, und eines Abends, als Monsieur Binder ausgeht, schleicht sie sich zu dem Fußballer hin. Man unterhält sich angeregt, als Binder früher als erwartet zurückkehrt. Er sieht Marie mit Boula sprechen und ist sofort eifersüchtig. Er sagt, sie solle zurück ins Haus kommen, um sich um den Hund zu kümmern, doch in Wahrheit will er, dass sie sich um ihn „kümmert“ – mehr als es zwischen Herrschaft und Dienerschaft schicklich ist. Wie ein liebeskranker Narr kratzt er an ihrer Zimmertür und verspricht ihr alles Mögliche, wenn sie ihn nur erhören wolle. Als Podeletz den Ausweisungsbeschluss erhält und seine Wohnung verlassen muss, ist Poldi, die Köchin, natürlich in heller Aufregung. Durch einen Trick eröffnet sich Podeletz dann doch noch eine gesicherte Zukunft, die ihm Poldi auf dem Lande ermöglicht. 
Derweil macht sich Boula ans Büffeln, weil er Marie gefallen will und es ihn offensichtlich selbst zu stören beginnt, derart ungebildet und unbelesen zu sein. Auch seine Tischmanieren beginnen sich in Anwesenheit der kultivierten Marie zu verbessern. Als im Mietshaus plötzlich der gesamte Strom ausfällt, ist die sich zwischen Marie und Charles anbahnende Romantik mit einem Mal futsch, und die Bewohner laufen wie aufgescheuchte Hühner durch die Gänge und den Hof. Am nächsten Morgen repariert Boula als erstes die verreckte Stromleitung. Derweil kann Binder schon wieder nicht die Finger von Marie lassen, die durch ein Klopfen an der Tür Monsieur Bergers „gerettet“ wird. Der hat für sie eine Stelle als Lehrerin in Salzburg gefunden und möchte Marie sofort diese frohe Kunde überbringen. Boula ist geknickt, als Marie ihm die Neuigkeit überbringt, denn sie wird das Mietshaus noch heute verlassen. Charles sagt, dass er sie liebt und heiraten möchte, doch sie meint, das sei unmöglich. Boula fühlt sich angegriffen, glaubt, dass ihre Ablehnung damit zusammenhänge, dass er weder gebildet sei noch ein Haus besitzen würde. Doch Marie zeigt sich als sehr fortschrittlich: sie sagt, sie könne durchaus für sich selber sorgen, suche auch für sich nur einen Platz an der Sonne und benötige keinen Mann mit Haus, der sie aushält. Männer mit solchem Denken seien in ihren Augen Fossilien. Nun ist Boula noch gekränkter. Auch Binder will Marie aus nachvollziehbaren Gründen nicht gehen lassen, und seine Frau ist über ihren Abgang nur deshalb pikiert, weil sich die Lakaien heutzutage alles herausnehmen, sogar ihre eigene Kündigung bestimmen wollen!
Bald herrscht Stunk im Hause Binder, da Madame ihrem Mann zu misstrauen beginnt. Da sie daheim die Hosen anhat und er ihr gegenüber ein Duckmäuser ist, beginnt sie kurzerhand einen seiner Briefe zu öffnen. Enttäuscht muss sie feststellen, dass ihr Gatte anderen Frauen nachsteigt, und so kündigt Madame Binder an, demnächst auch ihre vierte Ehe zu beenden. Dann geht auch noch das Gerücht um, Marie sei eine vorbestrafte Diebin gewesen, worüber man sich bald im ganzen Mietshaus das Maul zerreißt. Nur Podeletz freut sich, wittert der abgehalfterte Anwalt doch endlich seit langem wieder einen Fall, in dem er sich für die Entrechteten, also Marie, einsetzen könne. Marie müsste Bergers „Kruschina“-Schwindel verraten, wenn sie sich entlasten wollte. Da sie aber ihrer einzigen helfenden Hand hier nicht in den Rücken fallen will, verschweigt sie ihre wahre Identität und riskiert, als man sie der Polizei ausliefern will, damit ihren Neubeginn in Salzburg. Erneut ist es Berger, der Marie rettet und ihre wahre Identität aufklärt. Er habe, so erklärt Berger, diesen kleinen Schwindel nur aus Gründen der Dankbarkeit Maries Vater gegenüber begangen, da Dr. Ferstel ihm einst half, seine rheumatischen Beschwerden zu lindern. Zwischen Marie und Charles, der sich mannhaft für die Ehre seiner Traumfrau eingesetzt hat, kommt es zur Versöhnung, und Marie macht ihm klar, dass, wenn er warten könnte, es doch eine gemeinsame Zukunft zwischen beiden geben könnte. Nur das mit der Emanzipation hat Charles noch nicht so recht begriffen. Draußen im Hof fragt er seinen Manager: “Miro, was ist eigentlich Emanzipation?” Der erwidert: “Wieso? Hast du dir eine zugezogen?” Boula stimmt Miros Vorschlag zu, auf Fußballtournee zu gehen … aber nur, wenn das nächste Spiel in Salzburg stattfindet. In der Zeitung ist wenig später zu lesen, dass Charles Boula und Marie de Ferstl ihre Verlobung bekannt gegeben haben.

## Produktionsnotizen und Wissenswertes
Für Georg Wilhelm Pabst, seit 1932 Frankreich-Resident, war Du haut en bas sein erster rein französischsprachiger Film seit dem Machtantritt der Nazis daheim in Berlin. Für diese heitere Produktion holte er einige aus Deutschland vor den Nationalsozialisten geflohene Künstler von Berlin nach Paris, darunter die Schauspieler Peter Lorre und Wladimir Sokoloff, den Kameramann Eugen Schüfftan, den Filmarchitekten Ernő Metzner und den Kostümbildner Max Pretzfelder. Herbert Rappaport assistierte Regisseur Pabst.
Du haut en bas wurde am 7. Dezember 1933 uraufgeführt. Obwohl von der französischen Dépendance der deutschen Produktionsfirma Tobis hergestellt, ist der Film als rein französische Produktion zu betrachten angesichts der Tatsache, dass die Mitwirkung zahlreicher Juden an diesem Film von Berlin aus wohl kaum genehmigt worden wäre. Allerdings besitzt das französischsprachige Original deutsche Untertitel. In Deutschland wurde der Film jedoch nie gezeigt. Die Geschichte spielt, obwohl der Name nie genannt wird, wohl in Wien, worauf sowohl die Herkunft des Originalstücks als auch die meisten deutsch klingenden Namen der Beteiligten hinweisen. Außerdem läuft im Radio bei den Binders das Lied „Wiener Blut“.

## Kritik
„Im Gegensatz zum stark dramatischen Einschlag seiner früheren Filme ergreift dieser betont heiter für das weibliche Geschlecht Partei und macht sich über die Schwächen des vermeintlich stärkeren her. Jean Gabin und Michel Simon am Beginn ihrer großen Karriere.“